# Sebastolobus macrochir
Sebastolobus macrochir är en fiskart som först beskrevs av Günther, 1877.  Sebastolobus macrochir ingår i släktet Sebastolobus och familjen kungsfiskar. Inga underarter finns listade i Catalogue of Life.